# Transition matière-rayonnement
La transition matière-rayonnement représente l'époque de l' histoire de l'Univers à laquelle la densité d'énergie de celui-ci est passée d'une configuration où elle était dominée par la contribution du rayonnement électromagnétique, et plus généralement de toute forme de particules élémentaires relativistes, à celle dominée par la contribution de matière non relativiste. Cette époque marque une variation notable de la dynamique de l'expansion de l'Univers (voir Équations de Friedmann). Elle marque aussi le moment à partir duquel le phénomène d'instabilité gravitationnelle peut commencer à se produire.

## Description
L'époque de la transition matière-rayonnement est fonction des densités d'énergie actuelles de photons, de neutrinos, de baryons, et de matière noire, ainsi que de l'éventuelle masse des neutrinos. La connaissance de cette époque est cruciale pour appréhender le phénomène de formation des grandes structures (galaxies, amas de galaxies) dans l'univers. Cette époque est indirectement mesurée par l'étude des anisotropies du fond diffus cosmologique.